# Mico acariensis
Lo uistitì del Rio Acari (Mico acariensis van Roosmalen et al., 2000) è un primate platirrino della famiglia dei Callitricidi di recente scoperta.
Come il nome suggerisce, questa specie è diffusa dalla riva occidentale del fiume Acari ai fiumi Aripuanã e Juruena. Predilige le foreste non inondate, anche secondarie (ossia rase al suolo per qualche motivo e ricresciute in un secondo momento): non esita ad eleggere a propria casa anche piantagioni di alberi da frutto e campi di manioca.
Come gli altri uistitì, manca di pollici opponibili e le sue unghie sono appuntite e simili ad artigli, ad eccezione dell'unghia del pollice che è larga ed appiattita.

Il pelo è bianco sulla testa e tende ad ingrigirsi man mano che si procede verso la coda, a volte con peli arancioni sparsi sul dorso. Il ventre è invece bianco su gola e petto ed arancio sul basso ventre: arancioni sono anche le parti interne delle cosce. La coda è invece nera con la punta arancio. La faccia è rosata con macchie nere fra gli occhi, sulle guance e sul mento.